# ميسي فرانكلين

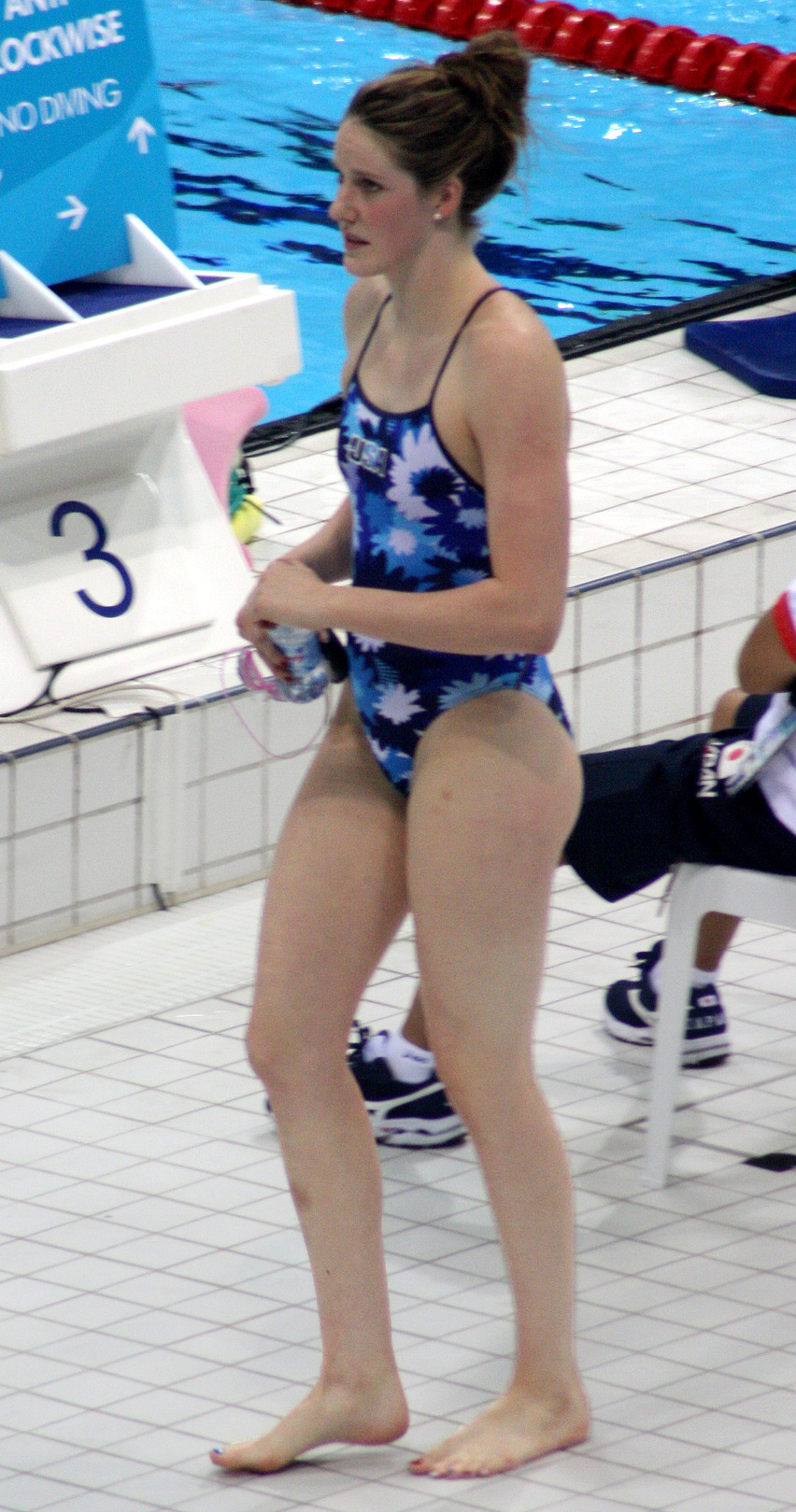

ميسى فرانكلين (Missy Franklin) هي لاعبة أولمبية لرياضة السباحة من الولايات المتحدة. شاركت في الأولمبياد الصيفي في 2012، وفازت بما مجموعه 5 ميداليات.

## الميداليات
| ذهب | فضة | برونز | المجموع |
| 4   | 0   | 1     | 5       |

## روابط خارجية
- ميسي فرانكلين على موقع IMDb (الإنجليزية)
- ميسي فرانكلين على موقع الموسوعة البريطانية (الإنجليزية)
- ميسي فرانكلين على موقع إن إن دي بي (الإنجليزية)
- ميسي فرانكلين على موقع قاعدة بيانات الفيلم (الإنجليزية)
- ميسي فرانكلين على موقع الاتحاد الدولي للسباحة (الإنجليزية)
- ميسي فرانكلين على موقع SwimRankings.net (الإنجليزية)
- ميسي فرانكلين على موقع اللجنة الأولمبية الدولية (الإنجليزية)
- ميسي فرانكلين على موقع أوليمبيديا (الإنجليزية)
- ميسي فرانكلين على موقع اللجنة الأولمبية والبارالمبية الأمريكية (الإنجليزية)